# Europaparlamentsvalet 2019
För ytterligare detaljer om valet i en viss medlemsstat, se de landspecifika artiklarna, t.ex. Europaparlamentsvalet i Sverige 2019.
Europaparlamentsvalet 2019 ägde rum i Europeiska unionen den 23–26 maj 2019 för att välja 751 ledamöter av Europaparlamentet för mandatperioden 2019–2024. Varje medlemsstat bestämde själv under vilken eller vilka av dessa dagar valet skulle genomföras; i de flesta medlemsstater ägde valet rum söndagen den 26 maj. Valet var det nionde allmänna och direkta valet till Europaparlamentet.
I valet ökade valdeltagandet för första gången i Europaparlamentets historia, från cirka 43 procent till cirka 51 procent. Liberala, gröna och högerpopulistiska partier gick framåt i valet, medan de traditionellt två stora partigrupperna i parlamentet – kristdemokratiska EPP-gruppen och socialdemokratiska S&D-gruppen – förlorade mest. För första gången fick EPP-gruppen och S&D-gruppen således inte egen majoritet tillsammans. EPP-gruppen förblev dock största partigrupp.
Mot bakgrund av utgången i valet föreslog Europeiska rådet den 2 juli 2019 Ursula von der Leyen (EPP) till ny kommissionsordförande. Hon valdes med absolut majoritet som kommissionsordförande av det nyvalda Europaparlamentet den 16 juli 2019. Kommissionen von der Leyen I tillträdde den 1 december 2019 efter att ha blivit utfrågad och godkänd av Europaparlamentet.
Efter Storbritanniens utträde ur Europeiska unionen den 1 februari 2020 fick landets parlamentariker lämna Europaparlamentet och ersattes av nya parlamentariker från andra medlemsstater utifrån valresultatet i valet 2019.

## Valsystem
Europaparlamentet, en av Europeiska unionens två lagstiftande institutioner (den andra är Europeiska unionens råd), väljs sedan 1979 genom direkta val av medborgarna i unionens medlemsstater. Valen äger rum vart femte år. Väljarna röstar på nationella partier, vars valda politiker sedan bildar gemensamma partigrupper i parlamentet tillsammans med likasinnade politiker från andra medlemsstater. Varje medlemsstat har ett fast antal mandat som fördelas proportionerligt mellan de nationella partierna baserat på valresultatet.
Utgången i Europaparlamentsvalet påverkar även utnämningen av nästa ordförande för Europeiska kommissionen (unionens "premiärminister"). Inför valet 2014 nominerade de europeiska partierna kandidater till att bli nästa kommissionsordförande. Detta upprepades inför valet 2019, se avsnittet om "toppkandidater" nedan. Den politiska familj som får störst stöd i valet väntas få sin kandidat vald till kommissionsordförande.
Valet äger normalt rum under fyra dagar (varierande valdagar i respektive medlemsstat) med start under torsdagen efter den första måndagen i juni månad. Europeiska unionens råd beslutade dock den 22 maj 2018 att tidigarelägga valet till den 23–26 maj 2019.

### Valreform
I september 2015 antog Europaparlamentets konstitutionsutskott ett förslag om att ändra akten om val till Europaparlamentet för att skapa ett mer enhetligt valsystem inför valet 2019. I förslaget ingick bland annat införandet av småpartispärrar mellan 3 och 5 procent i alla medlemsstater (15 medlemsstater hade redan sådana spärrar) och att valresultatet för alla medlemsstater ska offentliggöras samtidigt. Utskottet ville också formalisera processen där de europeiska partierna föreslår kandidater till att bli nästa ordförande för Europeiska kommissionen. Förslaget antogs av Europaparlamentet i sin helhet, men många av förslagen fick inte stöd i Europeiska unionens råd, som samlar företrädare för de nationella regeringarna. Det krävs enhällighet i rådet för att ett beslut om ändring av valakten ska antas. Ett sådan beslut måste dessutom ratificeras av alla medlemsstater i enlighet med deras nationella bestämmelser.
I juli 2018 enades rådet om vissa ändringar i valakten, bland annat att valkretsar med mer än 35 mandat måste ha en spärr för fördelning av mandat på mellan 2 och 5 procent. De nya bestämmelserna måste godkännas av alla medlemsstater i enlighet med deras egna konstitutionella bestämmelser innan de kan träda i kraft, vilket inte hanns med inför Europaparlamentsvalet 2019.

#### Mandatfördelning
Mandatfördelningen mellan medlemsstaterna fastställdes av Europeiska rådet den 28 juni 2018. Parlamentet antog under 2017 ett förslag som innebär att mandatfördelningen med 751 mandat behålls från mandatperioden 2014-2019 till dess att Storbritannien har lämnat unionen. Om Storbritannien hade lämnat unionen före valet 2019 (vilket väntades ske) föreslogs en ny mandatfördelning med totalt 705 mandat att användas efter valet. Europeiska rådet antog Europaparlamentets förslag.
| Medlemsstat        | Mandat före Brexit | Mandat efter Brexit |
| ------------------ | ------------------ | ------------------- |
| Belgien            | 21                 | 21                  |
| Bulgarien          | 17                 | 17                  |
| Cypern             | 6                  | 6                   |
| Danmark            | 13                 | 14                  |
| Estland            | 6                  | 7                   |
| Finland            | 13                 | 14                  |
| Frankrike          | 74                 | 79                  |
| Grekland           | 21                 | 21                  |
| Irland             | 11                 | 13                  |
| Italien            | 73                 | 76                  |
| Kroatien           | 11                 | 12                  |
| Lettland           | 8                  | 8                   |
| Litauen            | 11                 | 11                  |
| Luxemburg          | 6                  | 6                   |
| Malta              | 6                  | 6                   |
| Nederländerna      | 26                 | 29                  |
| Polen              | 51                 | 52                  |
| Portugal           | 21                 | 21                  |
| Rumänien           | 32                 | 33                  |
| Slovakien          | 13                 | 14                  |
| Slovenien          | 8                  | 8                   |
| Spanien            | 54                 | 59                  |
| Storbritannien     | 73                 | 0                   |
| Sverige            | 20                 | 21                  |
| Tjeckien           | 21                 | 21                  |
| Tyskland           | 96                 | 96                  |
| Ungern             | 21                 | 21                  |
| Österrike          | 18                 | 19                  |
| Europeiska unionen | 751                | 705                 |

## Europeiska partier och partigrupper

En schematisk bild över hur mandaten var fördelade mellan de olika partigrupperna i april 2019.
GUE/NGL, Gruppen Europeiska enade vänstern/Nordisk grön vänster. 52 mandat.
S&D, Gruppen Progressiva förbundet av socialdemokrater i Europaparlamentet 184 mandat.
Greens/EFA, Gruppen De gröna/Europeiska fria alliansen. 52 mandat.
ALDE, Gruppen Alliansen liberaler och demokrater för Europa. 69 mandat.
EPP, Europeiska folkpartiets grupp. 216 mandat.
ECR, Gruppen Europeiska konservativa och reformister. 77 mandat.
EFDD, Gruppen Frihet och direktdemokrati i Europa. 42 mandat.
ENF, Gruppen Nationernas och friheternas Europa. 36 mandat.
NI, Grupplösa. 20 mandat.

Inför valet väntas den franska presidenten Emmanuel Macrons parti En Marche gå ihop med Alliansen liberaler och demokrater för Europa (ALDE) för att utgöra ett starkare mittenalternativ till Europeiska socialdemokratiska partiet (PES) och liberalkonservativa Europeiska folkpartiet (EPP).

## Kandidater och politiska manifest
Kandidaterna till att bli Europaparlamentariker föreslogs av de nationella partierna. Valsystemen skiljde sig något åt mellan medlemsstaterna, men de flesta tillämpade vallistor där de politiska partierna hade vallistor med sina kandidater. Vissa EU-länder tillät väljarna att även personrösta. Irland och Malta tillämpade enkel överförbar röst.
Flera EU-kommissionärer ställde upp i valet, bland annat Andrus Ansip i Estland, Valdis Dombrovskis i Lettland och Corina Cretu i Rumänien.

## Valrörelse

### Informationskampanj

Logotypen för parlamentets svenska informationskampanj.

Europaparlamentet inledde i oktober 2018 en informationskampanj med slogan Den här gången röstar jag för att informera allmänheten om det kommande EU-valet, målet är att öka valdeltagandet och informera om betydelsen av att rösta. Liknande kampanjer genomfördes inför EU-valen 2009 och 2014. Kampanjen genomförs på samtliga av Europeiska unionens officiella språk.

### Politiska frågor
Sedan valet 2014 har unionen genomgått en rad politiska kriser, däribland migrationskrisen i Europa och folkomröstningen om Storbritanniens medlemskap i EU. Den sittande kommissionen har genomfört en rad kontroversiella beslut inom vapenlagstiftning, asyl- och gränskontrollpolitiken, däribland inrättandet av den europeiska gräns- och kustbevakningen och en omarbetning av Dublinförordningen, som reglerar vilken medlemsstat som ansvarar för en asylansökan. 

#### Stora koalitionen i Europaparlamentet
Under stora delar av Europaparlamentets historia har en stor koalition mellan kristdemokratiska EPP-gruppen och socialdemokratiska S&D-gruppen säkerställt att kommissionen har kunnat driva igenom lagstiftning. Koalitionen har också inneburit att talmansposten har delats mellan de båda grupperna. I januari 2017 drog sig socialdemokratiska S&D-gruppen ur överenskommelsen med kristdemokratiska EPP-gruppen genom att inte stödja den sistnämndas kandidat till talman. Istället fick EPP-gruppen förlita sig på stöd från konservativa i Gruppen Europeiska konservativa och reformister (ECR-gruppen) samt liberaler i Gruppen Alliansen liberaler och demokrater för Europa (ALDE-gruppen). S&D-gruppen meddelade samtidigt att den kommer att inleda ett tätare samarbete med de andra mitten-vänster-grupperna i parlamentet, det vill säga Gruppen Europeiska enade vänstern/Nordisk grön vänster (GUE/NGL-gruppen) och Gruppen De gröna/Europeiska fria alliansen (G/EFA-gruppen). Upphörandet av den stora koalitionen kan komma att påverka den politiska dynamiken i parlamentet och leda till en tydligare indelning i styrande kontra opposition. I november 2018 inleddes samtal mellan de rödgröna grupperna om ett samarbete inför valet.

#### Ny EU-skeptisk grupp
Inför Europaparlamentsvalet har Matteo Salvini, ledare för det italienska regeringspartiet Lega Nord, försökt att få ihop flera EU-skeptiska partier för att bilda en ny partigrupp i parlamentet efter valet. Utöver Lega väntas bland annat Marine Le Pens Rassemblement National och det österrikiska FPÖ ingå. Även det polska partiet Lag och rättvisa kan komma att ingå, vilket antagligen skulle göra den nya gruppen till en av parlamentets tre största efter valet.
I mitten av februari 2019 inledde även det andra italienska regeringspartiet Femstjärnerörelsen ett samarbete med flera andra europeiska partier, bland annat polska Kukiz'15, i syfte att efter valet kunna bilda en egen partigrupp i parlamentet.

## Andra allmänna val
Val som planeras äga rum samtidigt som Europaparlamentsvalet 2019[uppföljning saknas] innefattar parlaments- och regionalval i Belgien, regional- och lokalval i Grekland, regionalval i Spanien och lokalval i Irland och Malta. I Litauen sker ett presidentval mellan kandidaterna Ingrida Simonyte och Gitanas Naused I Rumänien hålls en folkomröstning om reform av rättsväsendet.
I samband med Europaparlamentsvalet 2019 avgjordes två folkomröstningar i Sverige. I Svedala kommun sa medborgarna nej till att ett fängelse skulle etableras på orten, medan invånarna i Borgholms kommun och Mörbylånga kommun sa nej till ihopslagning till Ölands kommun .

## Toppkandidater till ny kommissionsordförande

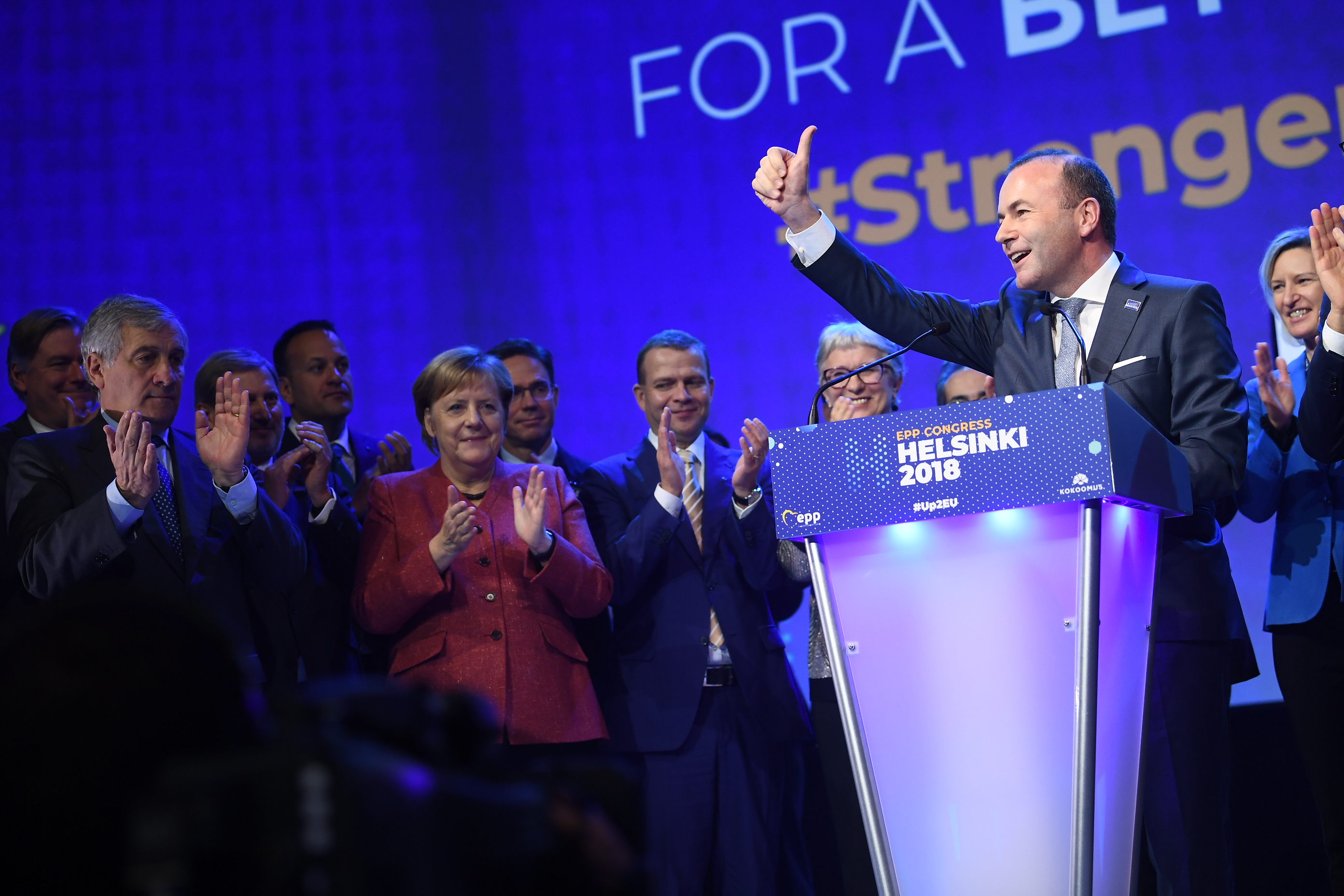
Manfred Weber utsågs i november 2018 till Europeiska folkpartiets toppkandidat.

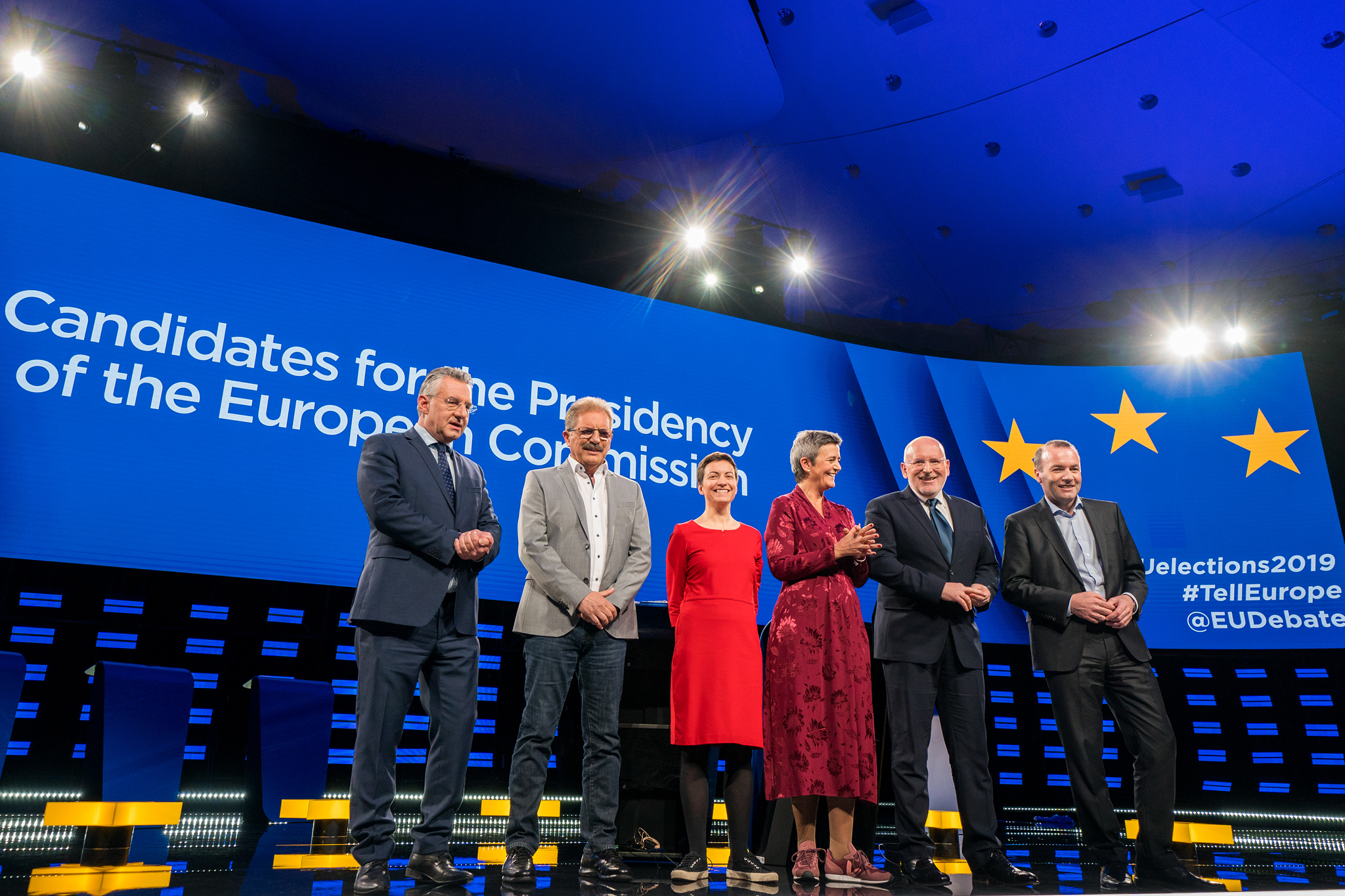
En debatt mellan toppkandidaterna sändes i Eurovision Debate runt om i unionen.

I likhet med hur nationella regeringar utses till följd av nationella parlamentsval, kommer Europaparlamentsvalet att ligga till grund för tillsättandet av nästa europeiska kommission, den som efterträdde kommissionen Juncker. Det nyvalda parlamentet kommer att välja den nya kommissionsordföranden på förslag av Europeiska rådet. För att väljas av parlamentet måste den föreslagna kandidaten erhålla en absolut majoritet i kammaren; i annat fall måste Europeiska rådet föreslå en ny kandidat till dess att parlamentet har gett sitt godkännande. Även den nya kommissionen måste, efter granskning och utfrågningar, godkännas i sin helhet av parlamentet innan den kan tillträda.
Precis som inför valet 2014 har de europeiska partierna föreslagit toppkandidater – även kända som Spitzenkandidaten – inför valet. Det parti som kan bilda en majoritet i Europaparlamentet efter valet väntas få sin toppkandidat vald till ny kommissionsordförande. Flera av de europeiska partierna har anordnat primärval eller andra typer av interna omröstning för att välja sina toppkandidater.
Nuvarande kommissionsordförande Jean-Claude Juncker (EPP) meddelade i februari 2017 att han inte kommer att ställa upp för omval. Europeiska folkpartiet (EPP) valde vid sin kongress i Helsingfors den 7–8 november 2018 därför istället den tyske Europaparlamentarikern Manfred Weber till sin toppkandidat; han vann i en omröstning med röstsiffrorna 492–127 över den tidigare finländske statsministern Alexander Stubb.

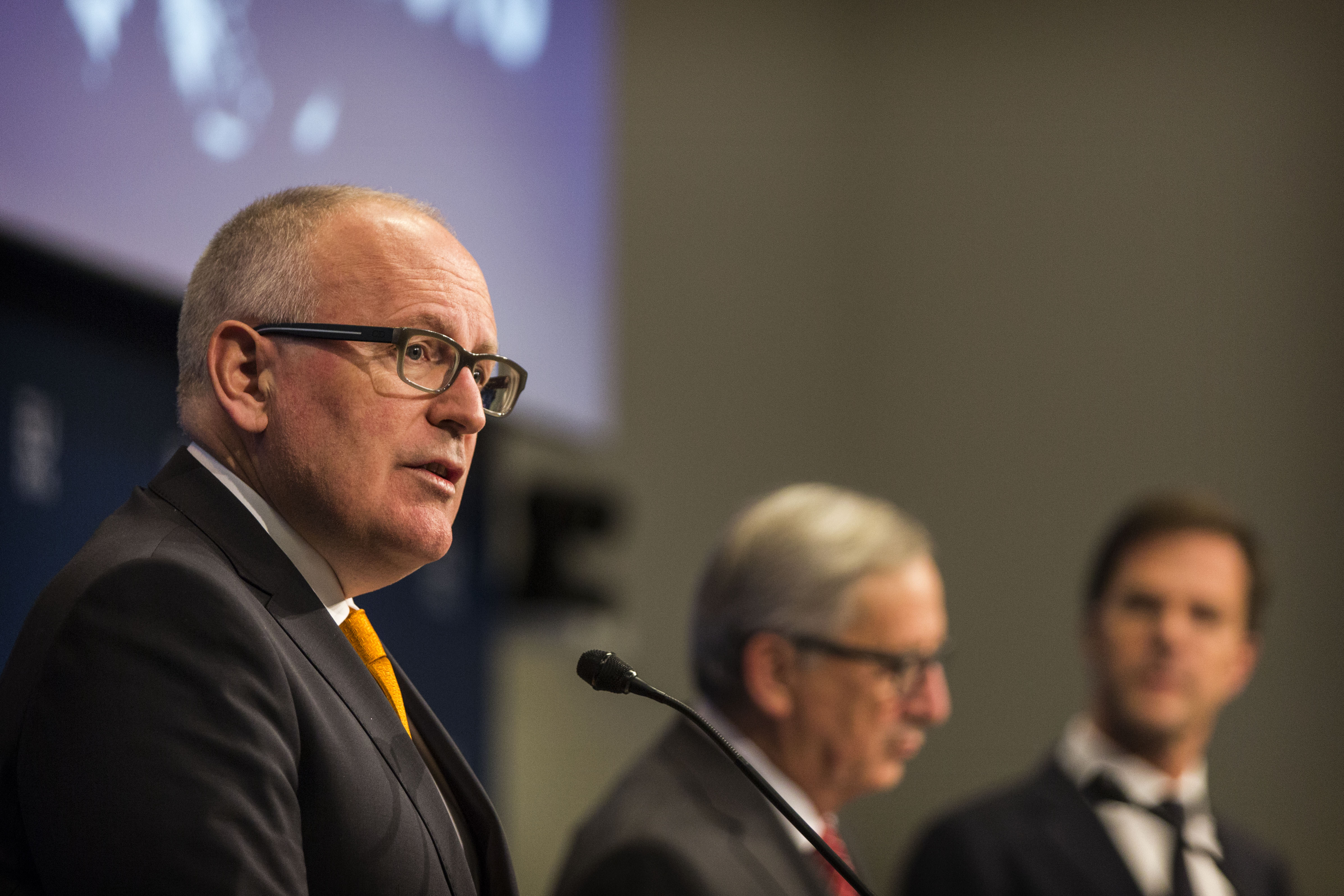
Frans Timmermans är Europeiska socialdemokraternas toppkandidat.

Europeiska socialdemokratiska partiet (PES) utsåg Frans Timmermans till sin toppkandidat vid sin kongress i Lissabon den 7–8 december 2018. Han var den enda som ställde upp i det interna primärvalet efter att Maroš Šefčovič drog sig ur nomineringsprocessen den 5 november 2018.
Alliansen konservativa och reformister i Europa (ACRE) valde den 13 november 2018 den tjeckiske Europaparlamentarikern Jan Zahradil till sin kandidat. I motsats till de andra partierna utsåg Europeiska gröna partiet (EGP) vid sitt partiråd i Berlin den 23–25 november 2018 två kandidater: Ska Keller och Bas Eickhout. Alliansen liberaler och demokrater för Europa (ALDE) beslutade att inte utse en eller två toppkandidater, utan en grupp på sju kandidater. Europeiska vänsterpartiet utsåg sina två toppkandidater under ett möte den 26–27 januari 2019.
Toppkandidaterna deltog i diverse debatter runt om i Europa under valrörelsen. Europeiska radio- och TV-unionen (EBU) anordnade en direktsänd TV-debatt mellan samtliga toppkandidater den 15 maj 2019.
|              | Europeiskt parti                                |                  | Toppkandidat                              | Medlemsstat           | Bakgrund                                             |
| ------------ | ----------------------------------------------- | ---------------- | ----------------------------------------- | --------------------- | ---------------------------------------------------- |
|              | Europeiska folkpartiet                          | Manfred Weber    | Manfred Weber                             | Tyskland              | Europaparlamentariker, gruppledare för EPP-gruppen   |
|              | Europeiska socialdemokratiska partiet           | Frans Timmermans | Frans Timmermans                          | Nederländerna         | Vice kommissionsordförande                           |
|              | Alliansen konservativa och reformister i Europa | Jan Zahradil     | Jan Zahradil                              | Tjeckien              | Europaparlamentariker                                |
|              | Alliansen liberaler och demokrater för Europa   | –                | Margrethe Vestager, Guy Verhofstadt m.fl. | –                     | –                                                    |
|              | Europeiska gröna partiet                        | Ska Keller       | Ska Keller                                | Tyskland              | Europaparlamentariker, gruppledare för G/EFA-gruppen |
| Bas Eickhout | Europeiska gröna partiet                        | Bas Eickhout     | Nederländerna                             | Europaparlamentariker |                                                      |
|              | Europeiska vänsterpartiet                       |                  | Violeta Tomič                             | Slovenien             |                                                      |
|              | Europeiska vänsterpartiet                       | Nico Cué         | Belgien                                   |                       |                                                      |

## Opinionsmätningar
Enligt opinionsmätningar hade framför allt kristdemokratiska EPP-gruppen och socialdemokratiska S&D-gruppen tappat stöd medan vänstergruppen GUE/NGL-gruppen samt den nationalistiska ENF-gruppen hade stärkt sitt stöd sedan valet 2014. Under 2017 hade även ALDE-gruppen ökat sitt stöd. 
| Opinionssiffor 2015-2019          |            |        |        |       |       |       |         |       |      |       |       |
| Källa                             | Datum      | EPP    | S&D    | ECR   | ALDE  | G-EFA | GUE/NGL | EFDD  | ENF  | NI    | andra |
| --------------------------------- | ---------- | ------ | ------ | ----- | ----- | ----- | ------- | ----- | ---- | ----- | ----- |
| Källa                             | Datum      |        |        |       |       |       |         |       |      |       |       |
| Europaparlamentsvalet 2014        | 2014-05-25 | 29,2 % | 25,4 % | 9,1 % | 8,9 % | 6,8 % | 6,7 %   | 6,4 % | -    | 7,1 % |       |
| Europaparlamentet                 | 2019-02-18 | 26,0%  | 19,1%  | 7,2%  | 10,6% | 6,4%  | 6,5%    | 6,1%  | 8,4% | 1,4%  | 8,2%  |
| EuropeanElectionsStats.eu         | 2019-02-03 | 27,1%  | 19,6%  | 6,0%  | 9,6%  | 6,4%  | 7,4%    | 5,0%  | 7,9% | -     | 11,1% |
| Europe Elects                     | 2018-11-12 | 20,8%  | 17,6%  | 5,1%  | 13,3% | 7,0%  | 8,8%    | 9,1%  | 9,6% | 1,0%  | 7,7%  |
| Europe Elects                     | 2018-11-11 | 20,8%  | 17,6%  | 5,1%  | 13,3% | 7,0%  | 8,8%    | 9,1%  | 9,6% | 1,0%  | 7,7%  |
| Europe Elects                     | 2018-11-10 | 20,8%  | 17,6%  | 4,9%  | 13,3% | 7,0%  | 8,8%    | 9,1%  | 9,6% | 1,0%  | 7,9%  |
| EuropeanElectionsStats.eu         | 2018-11-10 | 26,3%  | 19,3%  | 6,3%  | 13,6% | 6,3%  | 8,1%    | 5,4%  | 7,8% | -     | 7,0%  |
| Europe Elects                     | 2018-11-09 | 21,1%  | 17,9%  | 5,1%  | 12,9% | 7,1%  | 8,6%    | 9,2%  | 9,2% | 1,0%  | 7,9%  |
| Europe Elects                     | 2018-11-08 | 20,7%  | 17,9%  | 5,1%  | 12,3% | 7,2%  | 8,6%    | 9,2%  | 9,2% | 1,0%  | 8,8%  |
| Europe Elects                     | 2018-11-07 | 20,7%  | 17,9%  | 5,1%  | 12,3% | 7,2%  | 8,6%    | 9,2%  | 9,2% | 1,0%  | 8,8%  |
| Europe Elects                     | 2018-11-06 | 21,1%  | 18,0%  | 4,9%  | 12,1% | 7,2%  | 8,8%    | 9,2%  | 9,2% | 1,0%  | 8,5%  |
| Europe Elects                     | 2018-11-05 | 21,1%  | 18,0%  | 4,9%  | 12,1% | 7,2%  | 8,8%    | 9,2%  | 9,2% | 1,0%  | 8,5%  |
| Europe Elects                     | 2018-11-04 | 20,9%  | 18,1%  | 5,1%  | 12,2% | 7,0%  | 8,8%    | 9,4%  | 9,2% | 1,0%  | 8,3%  |
| Europe Elects                     | 2018-11-03 | 20,9%  | 18,1%  | 5,1%  | 12,2% | 7,0%  | 8,8%    | 9,4%  | 9,2% | 1,0%  | 8,3%  |
| Europe Elects                     | 2018-11-02 | 20,9%  | 18,1%  | 5,1%  | 12,2% | 7,0%  | 8,8%    | 9,4%  | 9,2% | 1,0%  | 8,3%  |
| Europe Elects                     | 2018-11-01 | 20,9%  | 18,1%  | 5,1%  | 12,2% | 7,0%  | 8,8%    | 9,4%  | 9,2% | 1,0%  | 8,3%  |
| Europe Elects                     | 2018-10-31 | 20,9%  | 18,2%  | 5,0%  | 12,1% | 7,0%  | 8,8%    | 9,4%  | 9,2% | 1,0%  | 8,4%  |
| Europe Elects                     | 2018-10-30 | 20,9%  | 18,2%  | 5,0%  | 12,0% | 7,0%  | 8,9%    | 9,4%  | 9,1% | 1,0%  | 8,5%  |
| Europe Elects                     | 2018-10-29 | 20,9%  | 18,4%  | 5,0%  | 12,0% | 7,0%  | 8,9%    | 9,2%  | 9,1% | 1,0%  | 8,5%  |
| Europe Elects                     | 2018-10-28 | 20,8%  | 18,2%  | 5,0%  | 11,8% | 6,6%  | 8,6%    | 9,2%  | 9,1% | 1,0%  | 9,7%  |
| EuropeanElectionsStats.eu         | 2018-10-28 | 26,4%  | 19,3%  | 6,0%  | 13,9% | 5,7%  | 8,2%    | 5,4%  | 7,5% | -     | 7,6%  |
| Europe Elects                     | 2018-10-26 | 20,9%  | 18,4%  | 5,0%  | 11,6% | 6,4%  | 8,6%    | 9,3%  | 9,1% | 1,1%  | 9,7%  |
| Europe Elects                     | 2018-10-18 | 21,5%  | 18,4%  | 4,3%  | 12,0% | 6,4%  | 8,7%    | 9,5%  | 9,3% | 1,0%  | 8,9%  |
| Europe Elects                     | 2018-10-14 | 21,3%  | 18,3%  | 3,9%  | 12,6% | 6,3%  | 8,6%    | 9,5%  | 9,3% | 1,0%  | 9,1%  |
| Europe Elects                     | 2018-10-13 | 21,3%  | 18,4%  | 3,9%  | 12,5% | 6,3%  | 8,6%    | 9,5%  | 9,3% | 1,0 % | 9,1%  |
| Europe Elects                     | 2018-10-12 | 21,3%  | 18,5%  | 3,9%  | 12,5% | 6,5%  | 8,6%    | 9,6%  | 9,3% | 1,0%  | 9,1%  |
| EuropeanElectionsStats.eu         | 2018-09-22 | 25,9%  | 19,7%  | 6,5%  | 13,8% | 5,1%  | 8,7%    | 5,7%  | 7,4% | -     | 7,2%  |
| EuropeanElectionsStats.eu         | 2018-09-12 | 26,6%  | 20,0%  | 6,3%  | 13,2% | 4,7%  | 8,5%    | 5,5%  | 7,4% | -     | 7,8%  |
| Reuters                           | 2018-07-26 | 25,5%  | 21,8%  | 6,0%  | 14,8% | 4,8%  | 7,9%    | 8,4%  | 8,9% | 1,8%  | –     |
| treffpunkteuropa.de/Europe Elects | 2018-06-01 | 20%    | 19,5%  | 9,5%  | 12,5% | 6%    | 8%      | 8,5%  | 7,5% | 2%    | 6,5%  |
| treffpunkteuropa.de/Europe Elects | 2018-05-01 | 20,5%  | 21%    | 10,5% | 13%   | 4,5%  | 8%      | 8%    | 7%   | 2%    | 5,5%  |
| treffpunkteuropa.de/Europe Elects | 2018-04-01 | 20,5%  | 19,5%  | 10%   | 14%   | 4,5%  | 7,5%    | 8%    | 6,5% | 1,5%  | 8%    |
| treffpunkteuropa.de               | 2018-03-07 | 21%    | 20,5%  | 10%   | 12,5% | 4,5%  | 7,5%    | 8,5%  | 6%   | 2,5%  | 7%    |
| treffpunkteuropa.de               | 2018-01-30 | 21%    | 22%    | 10%   | 13,5% | 5%    | 7,5%    | 7,5%  | 5,5% | 2%    | 6%    |
| treffpunkteuropa.de               | 2018-01-01 | 21%    | 22,5%  | 10%   | 12,5% | 4,5%  | 8,5%    | 7,5%  | 5,5% | 2%    | 6%    |
| treffpunkteuropa.de               | 2017-11-30 | 21,5%  | 22%    | 10%   | 12,5% | 4%    | 8%      | 7%    | 6,5% | 2%    | 6,5%  |
| treffpunkteuropa.de               | 2017-11-14 | 21,5%  | 21,5%  | 9,5%  | 13%   | 4%    | 8%      | 7%    | 6%   | 3%    | 6,5%  |
| treffpunkteuropa.de               | 2017-10-06 | 21%    | 23%    | 9,5%  | 12,5% | 4,5%  | 8%      | 4,5%  | 7%   | 3%    | 7%    |
| treffpunkteuropa.de               | 2017-09-14 | 22,5%  | 23%    | 9,5%  | 13%   | 4,5%  | 8%      | 4,5%  | 6%   | 3%    | 6%    |
| treffpunkteuropa.de               | 2017-06-14 | 22,5%  | 24%    | 8%    | 12,5% | 4%    | 8%      | 4%    | 5,5% | 3%    | 8,5%  |
| treffpunkteuropa.de               | 2017-05-22 | 22%    | 23%    | 8,5%  | 12%   | 4%    | 8%      | 4,5%  | 6,5% | 3%    | 8,5%  |
| treffpunkteuropa.de               | 2017-03-28 | 22%    | 23%    | 8,5%  | 8%    | 4%    | 7,5%    | 6%    | 7%   | 6,5%  | 7,5%  |
| treffpunkteuropa.de               | 2017-03-01 | 21%    | 23,5%  | 9%    | 8,5%  | 4%    | 7,5%    | 6,5%  | 7,5% | 6%    | 6,5%  |
| treffpunkteuropa.de               | 2017-02-02 | 23%    | 20,5%  | 9,5%  | 8%    | 4,5%  | 8%      | 6%    | 8,5% | 5,5%  | 6,5%  |
| treffpunkteuropa.de               | 2017-01-07 | 23,5%  | 22%    | 9%    | 8,5%  | 4,5%  | 7,5%    | 6,5%  | 9%   | 3,5%  | 6,5%  |
| treffpunkteuropa.de               | 2016-01-04 | 26%    | 25%    | 10%   | 13%   | 4%    | 9%      | 5%    | 6%   | 2%    |       |
| treffpunkteuropa.de               | 2015-12-02 | 26%    | 25%    | 12%   | 11%   | 5%    | 8%      | 5%    | 6%   | 2%    |       |
| thenewfederalist.eu               | 2015-11-17 | 26%    | 27%    | 12%   | 10%   | 4%    | 8%      | 5%    | 6%   | 2%    |       |
| treffpunkteuropa.de               | 2015-11-01 | 26%    | 27%    | 12%   | 10%   | 4%    | 8%      | 5%    | 6%   | 2%    |       |
| treffpunkteuropa.de               | 2015-10-01 | 26%    | 26%    | 10%   | 11%   | 4%    | 9%      | 5%    | 6%   | 3%    |       |
| treffpunkteuropa.de               | 2015-09-01 | 27%    | 26%    | 11%   | 10%   | 5%    | 9%      | 4%    | 5%   | 3%    |       |
| treffpunkteuropa.de               | 2015-08-06 | 27%    | 26%    | 10%   | 9%    | 5%    | 10%     | 4%    | 5%   | 3%    |       |
| treffpunkteuropa.de               | 2015-07-03 | 27%    | 26%    | 11%   | 9%    | 5%    | 9%      | 4%    | 5%   | 4%    |       |
| treffpunkteuropa.de               | 2015-06-16 | 27%    | 25%    | 10%   | 10,5% | 5%    | 9%      | 4%    | 5,5% | 4%    |       |
| treffpunkteuropa.de               | 2015-06-02 | 27%    | 26%    | 11%   | 9%    | 4%    | 9%      | 5%    | -    | 9%    |       |
| treffpunkteuropa.de               | 2015-05-05 | 29%    | 26%    | 9%    | 10%   | 4%    | 10%     | 5%    | -    | 7%    |       |
| treffpunkteuropa.de               | 2015-04-03 | 29%    | 27%    | 10%   | 9%    | 4%    | 9%      | 4%    | -    | 8%    |       |
| treffpunkteuropa.de               | 2015-03-12 | 29%    | 27%    | 10%   | 9%    | 4%    | 10%     | 4%    | -    | 7%    |       |
| treffpunkteuropa.de               | 2015-01-30 | 29%    | 27%    | 9%    | 10%   | 4%    | 9%      | 5%    | -    | 7%    |       |
| treffpunkteuropa.de               | 2014-12-30 | 29%    | 27%    | 10%   | 9%    | 4%    | 10%     | 4%    | -    | 7%    |       |
| treffpunkteuropa.de               | 2014-11-30 | 29%    | 27%    | 10%   | 10%   | 5%    | 9%      | 4%    | -    | 6%    |       |
| treffpunkteuropa.de               | 2014-10-30 | 29%    | 26%    | 9%    | 10%   | 5%    | 9%      | 4%    | -    | 8%    |       |
| treffpunkteuropa.de               | 2014-09-30 | 29%    | 26%    | 9%    | 10%   | 5%    | 9%      | 5%    | -    | 7%    |       |
| treffpunkteuropa.de               | 2014-08-30 | 27%    | 28%    | 9%    | 10%   | 5%    | 9%      | 5%    | -    | 7%    |       |
| treffpunkteuropa.de               | 2014-07-30 | 28%    | 26%    | 10%   | 10%   | 6%    | 8%      | 5%    | -    | 7%    |       |
| treffpunkteuropa.de               | 2014-06-30 | 29%    | 26%    | 9%    | 10%   | 6%    | 8%      | 5%    | -    | 7%    |       |
| Europaparlamentsvalet 2014        | 2014-05-25 | 29,2 % | 25,4 % | 9,1 % | 8,9 % | 6,8 % | 6,7 %   | 6,4 % | -    | 7,1 % |       |
| Källa                             | Datum      |        |        |       |       |       |         |       |      |       |       |
| Källa                             | Datum      | EPP    | S&D    | ECR   | ALDE  | G-EFA | GUE/NGL | EFDD  | ENF  | NI    | andra |

## Valresultat
I valet gick liberala, gröna samt EU-skeptiska partier framåt. Samtidigt backade de traditionellt stora socialdemokratiska och kristdemokratiska grupperna.

### Valdeltagande
För första gången ökade valdeltagandet på europeisk nivå i ett Europaparlamentsval. Valdeltagandet hamnade över 50 procent, vilket är det högsta valdeltagandet sedan valet 1994. En opinionsmätning utförd av Kantar efter valet visade att de främsta skälen som de tillfrågade uppgav till varför de röstade var att man ansåg det vara en skyldighet (52 procent), att man alltid röstar i val (35 procent), att man gillar EU (25 procent) eller att man ville stödja ett visst politiskt parti (18 procent). 8 procent av de tillfrågade uppgav att de röstade för att påverka valet av nästa kommissionsordförande.

### Valresultat efter partigrupp och medlemsstat
Mandatfördelning vid Europaparlamentets konstituerande sammanträde den 2 juli 2019.
| Medlemsstat        |            | EPP | S&D | Renew | G/EFA | ID | ECR | GUE/NGL | NI | Mandat | Valdeltagande |
| ------------------ | ---------- | --- | --- | ----- | ----- | -- | --- | ------- | -- | ------ | ------------- |
| Belgien            | (detaljer) | 4   | 3   | 4     | 3     | 3  | 3   | 1       | –  | 21     | 88,47 %       |
| Bulgarien          | (detaljer) | 7   | 5   | 3     | –     | –  | 2   | –       | –  | 17     | 32,64 %       |
| Cypern             | (detaljer) | 2   | 2   | –     | –     | –  | –   | 2       | –  | 6      | 44,99 %       |
| Danmark            | (detaljer) | 1   | 3   | 5     | 2     | 1  | –   | 1       | –  | 13     | 66,08 %       |
| Estland            | (detaljer) | –   | 2   | 3     | –     | 1  | –   | –       | –  | 6      | 37,60 %       |
| Finland            | (detaljer) | 3   | 2   | 3     | 2     | 2  | –   | 1       | –  | 13     | 40,70 %       |
| Frankrike          | (detaljer) | 8   | 5   | 21    | 12    | 22 | –   | 6       | –  | 74     | 50,12 %       |
| Grekland           | (detaljer) | 8   | 2   | –     | –     | –  | 1   | 6       | 4  | 21     | 58,76 %       |
| Irland             | (detaljer) | 4   | –   | 1     | 2     | –  | –   | 4       | –  | 11     | 49,70 %       |
| Italien            | (detaljer) | 7   | 19  | –     | –     | 28 | 5   | –       | 14 | 73     | 54,50 %       |
| Kroatien           | (detaljer) | 4   | 3   | 1     | –     | –  | 1   | –       | 2  | 11     | 29,86 %       |
| Lettland           | (detaljer) | 2   | 2   | 1     | 1     | –  | 2   | –       | –  | 8      | 33,53 %       |
| Litauen            | (detaljer) | 4   | 2   | 2     | 2     | –  | 1   | –       | –  | 11     | 53,48 %       |
| Luxemburg          | (detaljer) | 2   | 1   | 2     | 1     | –  | –   | –       | –  | 6      | 84,10 %       |
| Malta              | (detaljer) | 2   | 4   | –     | –     | –  | –   | –       | –  | 6      | 72,70 %       |
| Nederländerna      | (detaljer) | 6   | 6   | 6     | 3     | –  | 4   | 1       | –  | 26     | 41,93 %       |
| Polen              | (detaljer) | 17  | 8   | –     | –     | –  | 26  | –       | –  | 51     | 45,68 %       |
| Portugal           | (detaljer) | 7   | 9   | –     | 1     | –  | –   | 4       | –  | 21     | 30,73 %       |
| Rumänien           | (detaljer) | 14  | 10  | 8     | –     | –  | –   | –       | –  | 32     | 51,07 %       |
| Slovakien          | (detaljer) | 4   | 3   | 2     | –     | –  | 2   | –       | 2  | 13     | 22,74 %       |
| Slovenien          | (detaljer) | 4   | 2   | 2     | –     | –  | –   | –       | –  | 8      | 28,89 %       |
| Spanien            | (detaljer) | 12  | 20  | 8     | 2     | –  | 3   | 6       | 3  | 54     | 60,73 %       |
| Storbritannien     | (detaljer) | –   | 10  | 17    | 11    | –  | 4   | 1       | 30 | 73     | 36,90 %       |
| Sverige            | (detaljer) | 6   | 5   | 3     | 2     | –  | 3   | 1       | –  | 20     | 55,27 %       |
| Tjeckien           | (detaljer) | 5   | –   | 6     | 3     | 2  | 4   | 1       | –  | 21     | 28,72 %       |
| Tyskland           | (detaljer) | 29  | 16  | 7     | 25    | 11 | 1   | 6       | 1  | 96     | 61,41 %       |
| Ungern             | (detaljer) | 13  | 5   | 2     | –     | –  | –   | –       | 1  | 21     | 43,36 %       |
| Österrike          | (detaljer) | 7   | 5   | 1     | 2     | 3  | –   | –       | –  | 18     | 59,80 %       |
| Europeiska unionen |            | 182 | 154 | 108   | 74    | 73 | 62  | 41      | 57 | 751    | 50,66 %       |

## Händelser efter valet

### Konstituerande sammanträde

#### Omgrupperingar av partigrupperna

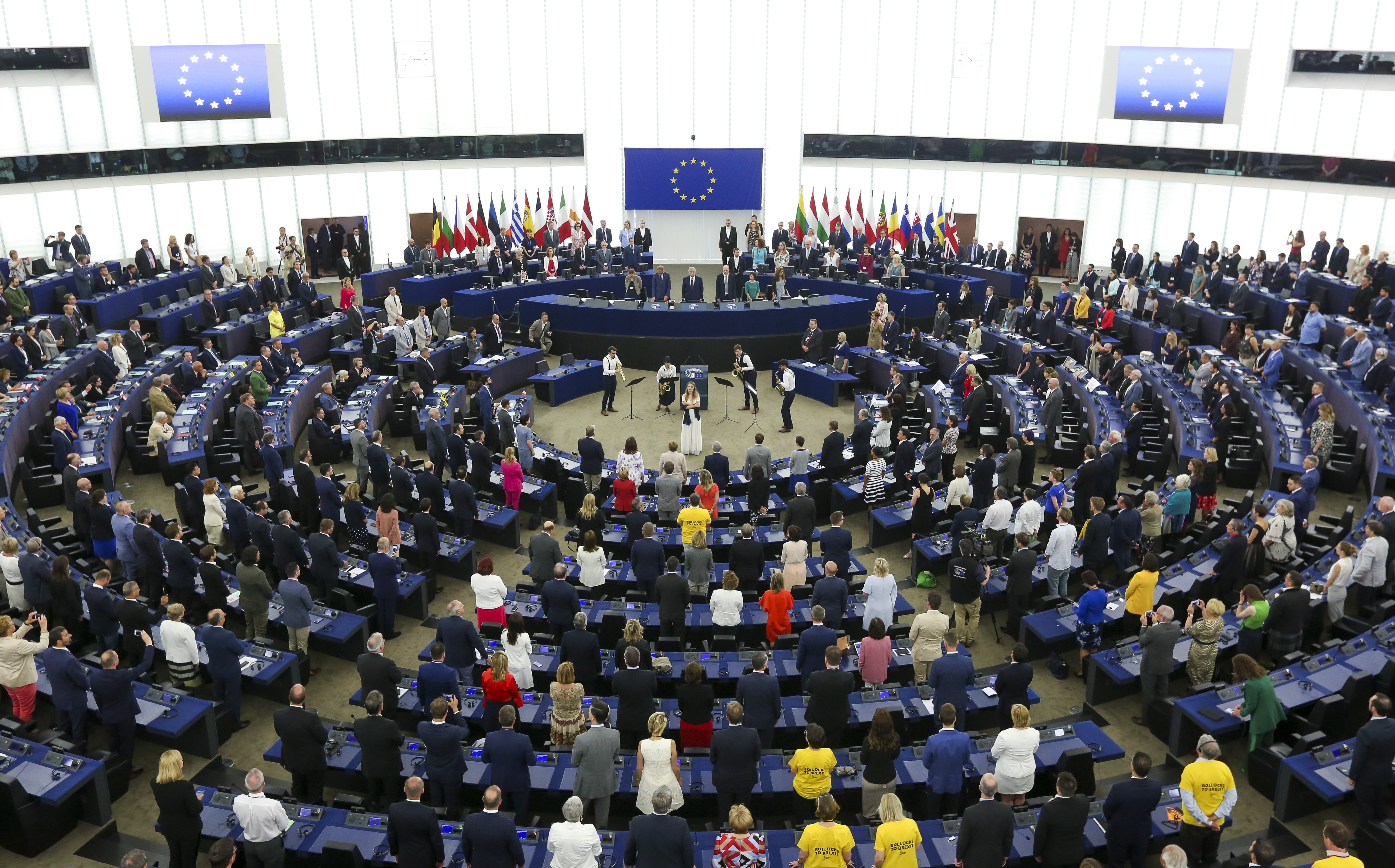
Parlamentets konstituerande sammanträde den 2 juli 2019.

Efter valet påbörjades formeringen av de nya partigrupperna i parlamentet. ENF-gruppen omformades till Gruppen Identitet och demokrati. De invalda ledamöterna från piratpartierna i Tjeckien och Tyskland anslöt sig till G/EFA-gruppen. Emmanuel Macrons parti En Marche bildade en ny grupp Gruppen Renew Europe (Renew-gruppen) tillsammans med tidigare ALDE-gruppen.
I likhet med tidigare mandatperioder fick ingen grupp egen majoritet. Istället väntas hoppande majoriteter, där Renew-gruppen kommer kunna spela en vågmästarroll mellan EPP- och S&D-grupperna i de fall dessa grupper inte är eniga.

#### Val av ny talman och presidium
| Val av ny talman den 3 juli 2019. Ledamöterna röstade genom sluten omröstning. |  | Val av ny talman den 3 juli 2019. Ledamöterna röstade genom sluten omröstning. |
| Val av ny talman den 3 juli 2019. Ledamöterna röstade genom sluten omröstning. |  |                                                                                |

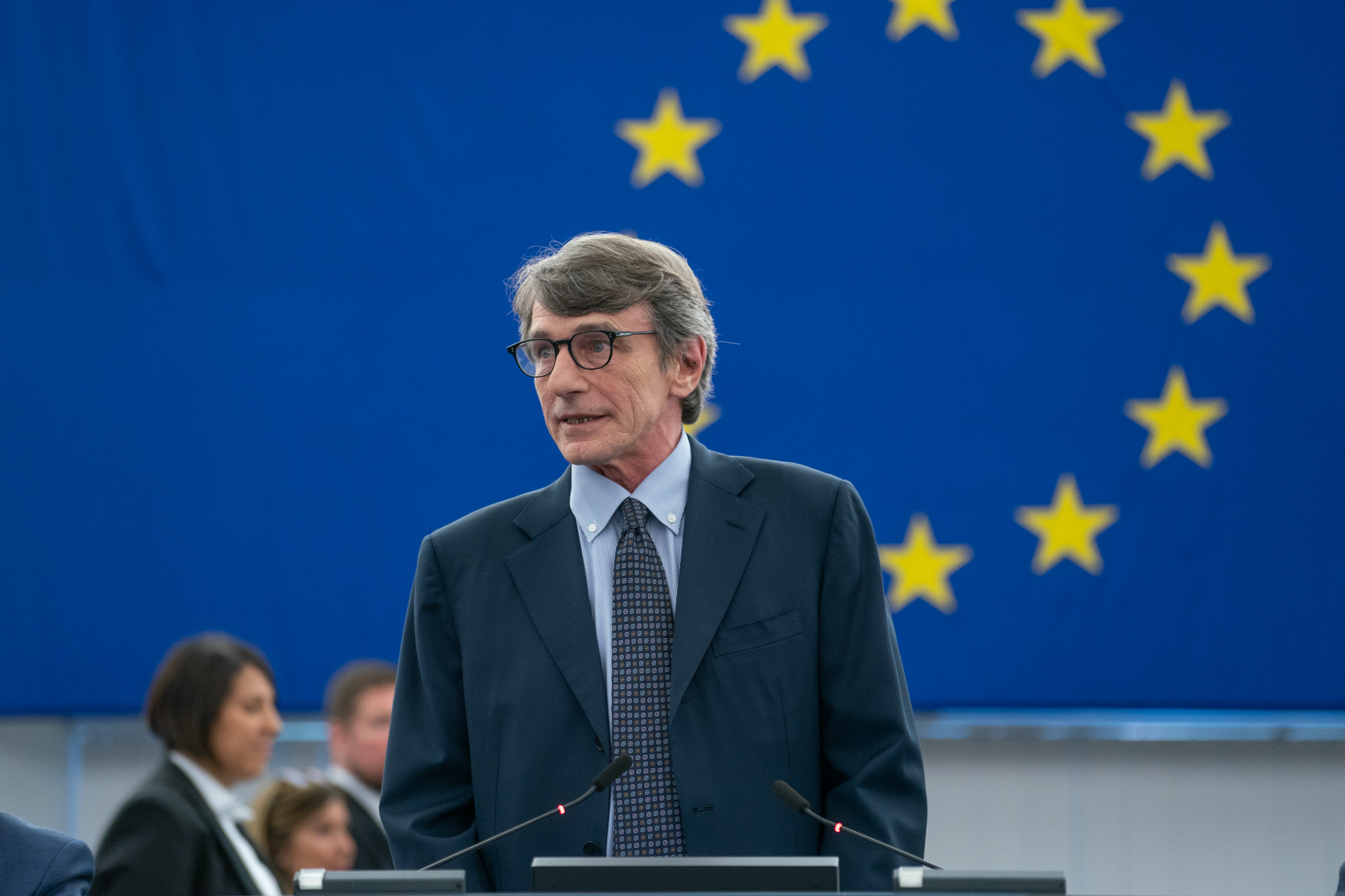
David Sassoli valdes till talman vid det första sammanträdet efter valet.

Det nyvalda Europaparlamentet sammanträdde den 2 juli 2019 och valde den 3 juli en ny talman. Fyra olika kandidater ställde upp i talmansvalet: Ska Keller för G/EFA-gruppen, Sira Rego för GUE/NGL-gruppen, David Sassoli för S&D-gruppen samt Jan Zahradil för ECR-gruppen. I den första valomgången fick ingen av kandidaterna egen majoritet även om Sassoli var nära att få det. Därför genomfördes en andra valomgång då Sassoli fick 345 röster av 667 giltiga röster. Därefter valde parlamentet även 14 nya vice talmän samt 5 kvestorer. ID-gruppen blockerades från att få sina kandidater valda till vice talmansposterna.

#### Tillsättandet av utskott och delegationer
Ledamöter och ersättare i parlamentets utskott tillsattes vid parlamentets första sammanträde den 2–4 juli 2019 efter valet. Den 11 juli 2019 valde utskotten sina presidier. De pro-europeiska grupperna EPP, S&D, RE och G/EFA röstade alla ner de nominerade för den nationalistiska Gruppen Identitet och demokrati (ID-gruppen) och blockerade på så sätt deras inflytande i presidierna. Delar av S&D-, RE- och G/EFA-grupperna röstade även emot EPP-gruppens och ECR-gruppens nominerade som tillhörde Fidesz och Lag och rättvisa med hänvisning till att dessa partier är regeringspartier i medlemsstater som är föremål för artikel 7-förfaranden.

### Bildandet av en ny kommission

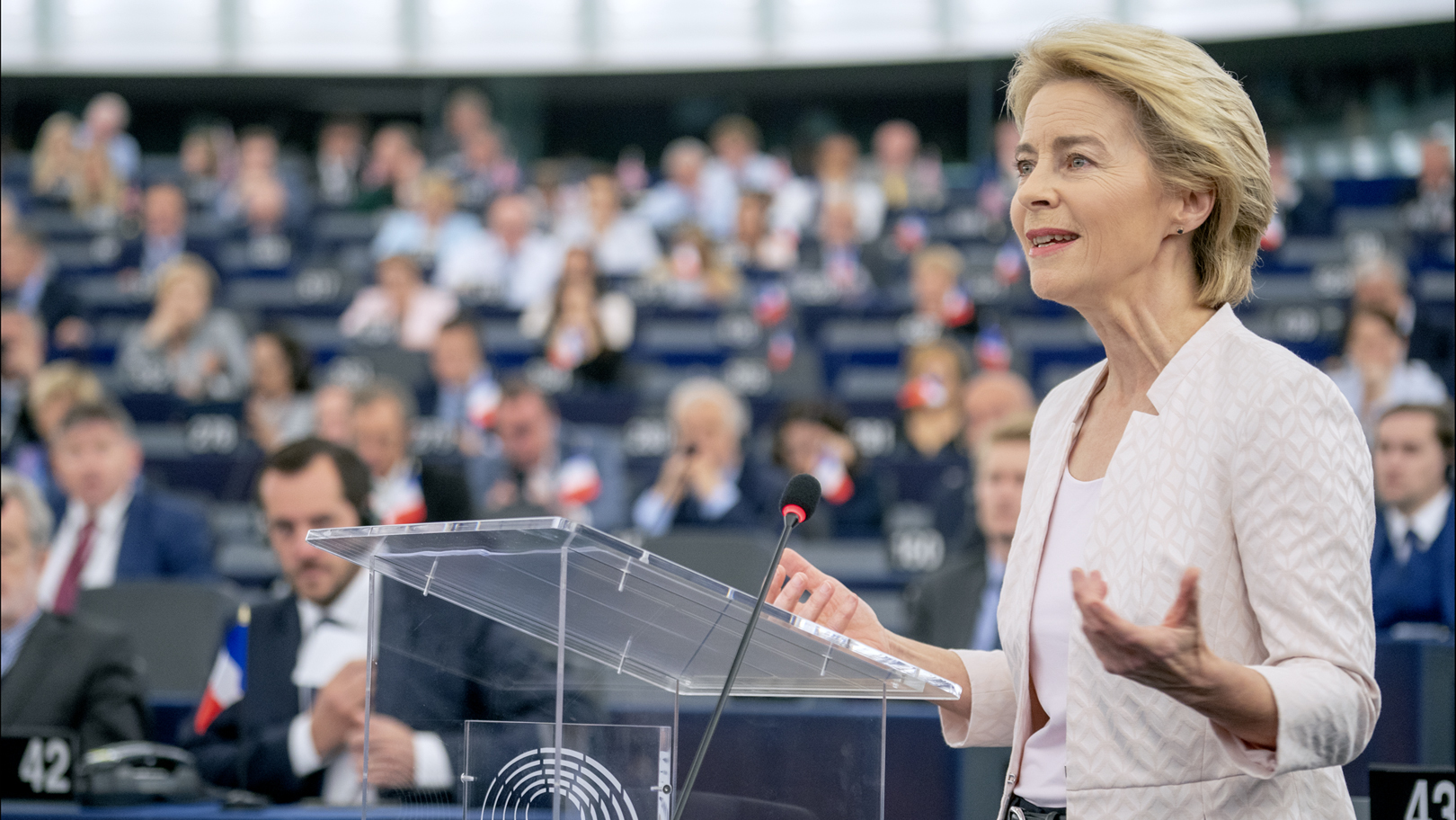
Ursula von der Leyen i parlamentet innan hon valdes till ny kommissionsordförande.

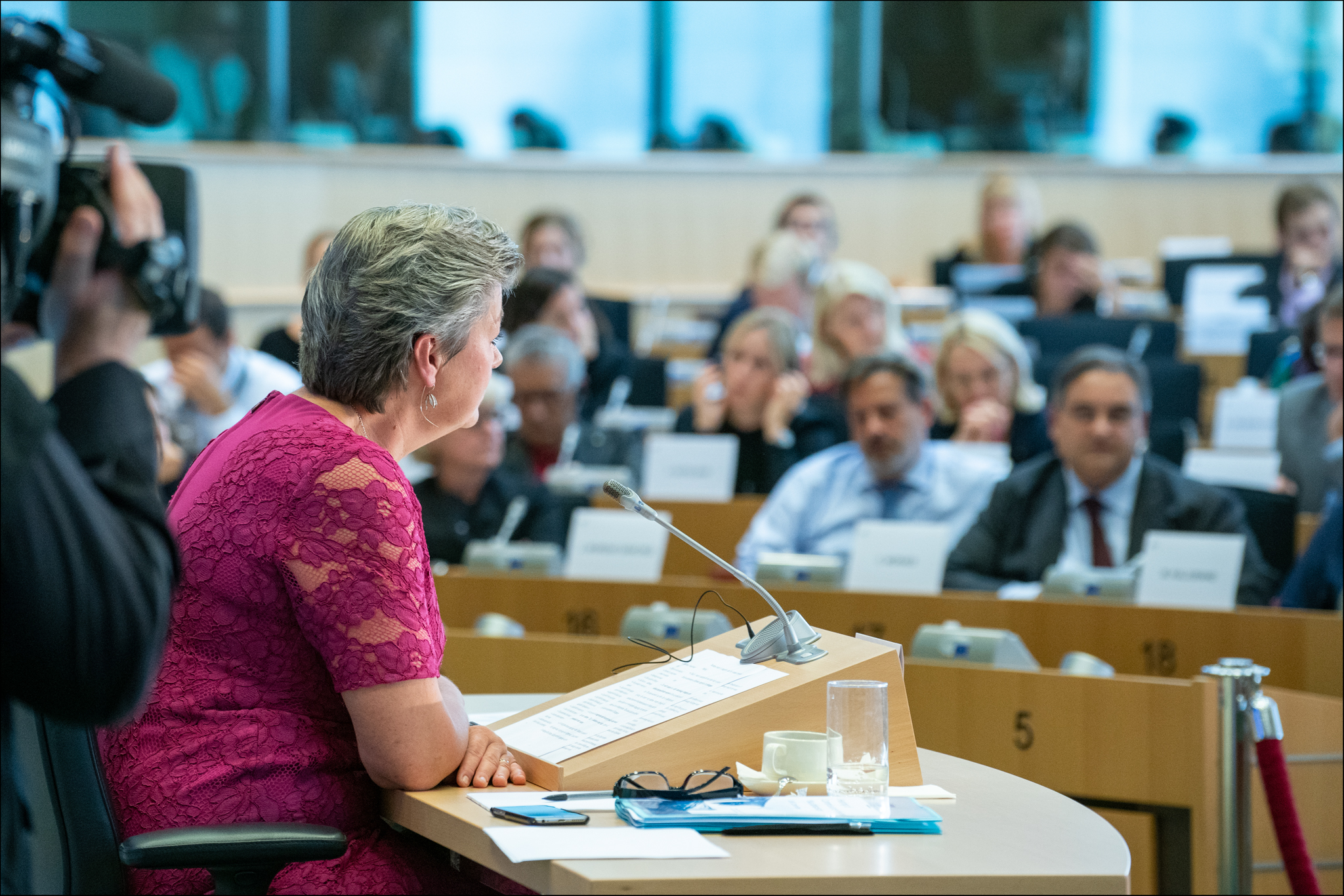
Utfrågning av Ylva Johansson i utskottet för medborgerliga fri- och rättigheter samt rättsliga och inrikes frågor.

En av de första stora frågorna som det nyvalda parlamentet tog ställning till var valet av kommissionsordförande och ny kommission.
Mot bakgrund av systemet med toppkandidater ("Spitzenkandidater") krävde EPP-gruppen efter valet att Manfred Weber skulle nomineras till ny kommissionsordförande, medan socialdemokraterna ville se Frans Timmermans. ALDE-gruppen krävde i juni 2019 att Margrethe Vestager skulle utses. Europeiska rådet diskuterade frågan vid ett sammanträde i juni månad, men kunde inte enas om ett val. Nomineringen av ny kommissionsordförande var också beroende av vilka som skulle tillsätts på andra poster, såsom att ny ordförande för Europeiska rådet och ordförande för Europeiska centralbanken. Vid ett extrainsatt möte den 30 juni–2 juli 2019 enades slutligen Europeiska rådet om att helt frångå Spitzenkandidat-systemet och istället föreslå Tysklands försvarsminister Ursula von der Leyen (EPP) som ny kommissionsordförande. Hon var förvisso inte en kandidat i valet, men tillhör EPP-gruppen som vann flest mandat.
För att bli kommissionsordförande var von der Leyen tvungen att erhålla en absolut majoritet i det nyvalda Europaparlamentet. De första veckorna i juli träffade hon de olika partigrupperna i parlamentet för att diskutera sin kandidatur. EPP-gruppen ställde sig bakom hennes kandidatur trots att de tidigare krävt att Spitzenkandidat-systemet skulle följas. Den 9 juli 2019 mötte hon den konservativa ECR-gruppen. Den 10 juli 2019 träffade von der Leyen de socialdemokratiska, liberala och gröna grupperna. Den gröna gruppen beslutade att inte stödja hennes kandidatur, medan den socialdemokratiska respektive liberala gruppen uttryckte viss skepticism. Renew-gruppen krävde till exempel att Ursula von der Leyen lovade tuffare tag för att säkerställa rättssäkerhet och demokrati i hela unionen samt att ALDE:s toppkandidat Margrethe Vestager ges samma tyngd i den nya kommissionen som socialdemokraternas Frans Timmermans. Vänstergruppen GUE/NGL röstade emot henne. För att bli vald av en absolut majoritet behövde von der Leyen stöd från åtminstone stora delar av EPP-, S&D-, ECR- och Renew-grupperna. En omröstning genomfördes den 16 juli 2019, efter att hon hade presenterat sitt politiska program. Hon erhöll 383 röster, vilket var tillräckligt för att uppnå kravet om absolut majoritet.
Den nya kommissionen består av fler kvinnor än tidigare. I juni 2019 nominerade Finlands regering Jutta Urpilainen och Estlands regering Kadri Simson. Lettlands regering väntas nominera Valdis Dombrovskis till ytterligare en mandatperiod. Det är Europeiska unionens råd som i samråd med den nyvalda kommissionsordföranden föreslår vem som ska ingå i den nya regeringen. Detta förslag måste därefter godkännas av Europaparlamentet, efter utfrågningar av de enskilda kandidaterna, innan den nya kommissionen utses av Europeiska rådet.